# Xanthogaleruca luteola
Xanthogaleruca luteola és un coleòpter defoliador de la família Chrysomelidae. Se'l coneix com escarabat o galeruca de l'om perquè en estat larvari i adult s'alimenta principalment de les fulles d'arbres del gènere Ulmus sp.

## Descripció
Els adults són en general de coloració groc-verdosa. El cap és de color groc amb dues taques negres, ulls laterals negres molt desenvolupats i antenes filiformes. El tòrax és molt més ample que el cap i gairebé el doble d'ample que de llarg. La longitud del cos és de 5 a 7 mm. La posta consisteix en un ram d'ous dipositat a l'envers de les fulles, formada per petits ous ovalats que al principi són de color ocre blanquinós i després es tornen més foscos. Les larves passen per tres estats larvaris, canviant d'un color inicial negre, a un altre més evolucionat de tonalitat verdosa, amb franges longitudinals groguenques. La pupa és de color groc ataronjat.

## Distribució
X. luteola es distribueix per tot Europa, el nord d'Àfrica, el Caucas i l'Orient Mitjà. La primera plaga descrita als Estats Units data de l'any 1920. També ha estat introduïda a Canada, Austràlia, Xile i Argentina.

## Cicle biològic
Xanthogaleruca luteola és una plaga seriosa de diverses espècies d'oms, Ulmus spp., abundants als carrers i parcs de moltes ciutats com arbres conreats. Tant les larves com els adults s'alimenten del parènquima de les fulles. Repetides infestacions fan que els arbres afectats siguin vulnerables als atacs d'altres insectes, malalties i estrès ambiental.
Durant l'hivern, l'adult roman refugiat baix la fullaraca o a les esquerdes de l'escorça. A la primavera, devers el mes d'abril o maig, els adults es col·loquen sobre la copa de l'om per alimentar-se, perforant les fulles de forma irregular i mantenint la nervació. A finals de maig o principis de juny comença la posta. La femella pon grups d'entre 5 a 25 ous. El període de posta dura aproximadament un mes i cada femella pot arribar a pondre entre 400 i 700 ous. La incubació sol ser de vuit dies. Després d'aquest període, les larves fan eclosió i continuen menjant les fulles de l'om, prèviament danyades pels imagos, però aquesta vegada d'una forma diferent, ja que devoren el parènquima verd, deixant únicament la nervació i l'epidermis del feix de la fulla. Assoleixen la maduresa després de dues mudes i s'arrosseguen fins a trobar algun forat en l'escorça o entre la fullaraca per a la fase poparia. Els nous adults surten a l'exterior a finals de juliol, iniciant un nou cicle que dona lloc a una segona generació i inclús una tercera. Això implica que és possible veure de forma simultània adults, ous i larves.

## Símptomes
Quan l'atac és molt intens, les fulles de l'arbre presenten un color marró i poden arribar a caure totes a mitjan estiu.
Tant els adults com les larves s'alimenten de les fulles, essent aquestes les que més danys causen. Les fulles afectades per les larves es caracteritzen perquè sols en resta l'esquelet, semblant gairebé transparents. Els adults s'alimenten deixant forats irregulars. Aquestes fulles tan afectades solen caure a terra, debilitant l'arbre, ja que disminueix la seva capacitat fotosintètica. Si aquests atacs es repeteixen al llarg dels anys, l'arbre està més exposat a la invasió d'altres insectes. Especialment perillós serà l'atac dels barrinadors (Scolytus sp.) transmissors del fong Ophiostoma ulmi, que provoca la grafiosis i del més agressiu Ophiostoma novo-ulmi que ha delmat les omedes en les últimes dècades.

## Mesures preventives i de control
Les mesures preventives consisteixen a evitar la presència de peus debilitats mitjançant la realització de treballs silvícoles.
Quan la quantitat d'arbres afectats és elevada serà necessari realitzar un tractament químic. Una primera aplicació quan els adults hagin sortit dels seus refugis, a l'abril o maig, i abans de realitzar la posta. Quan hagin nascut la majoria de les larves, entre juny i juliol, es realitzarà una segona aplicació. El producte químic que se sol utilitzar és alfacipermetrín en forma líquida a través d'una emulsió aquosa. També solen utilitzar-se productes de contacte. Es considera que el d'acció més ràpida és el deltametrín que també conté piretroides com l'alfacipermetrín. Alguns d'aquests uneixen a la seva activitat directa un efecte repel·lent que obliga a l'insecte a entrar en contacte amb el producte. També se sol emprar dimetoat per la seva elevada eficàcia i major persistència.
Però donat l'ús dels oms com a arbres ornamentals en àmbits urbans, el control químic es considera cada vegada més com una alternativa associada a moltes limitacions, ja que els pesticides químics utilitzats poden ser perjudicials per al medi ambient i per la salut humana. Es coneixen molts metabòlits secundaris vegetals, com ara diversos olis essencials i extractes vegetals, que tenen activitat insecticida contra l'escarabat de l'om. A més, els fongs Beauveria globulifera i Metarhizium anisopliae tenen efectes patògens sobre les larves. També s'han utilitzat en la lluita biològica contra l'escarabat de l'om altres espècies paràsites, com ara Oomyzus gallerucae, un himenòpter que parasita els ous, i Erynniopsis antennata, un dípter que parasita les larves, prepupes i pupes.